# Kulturní dům

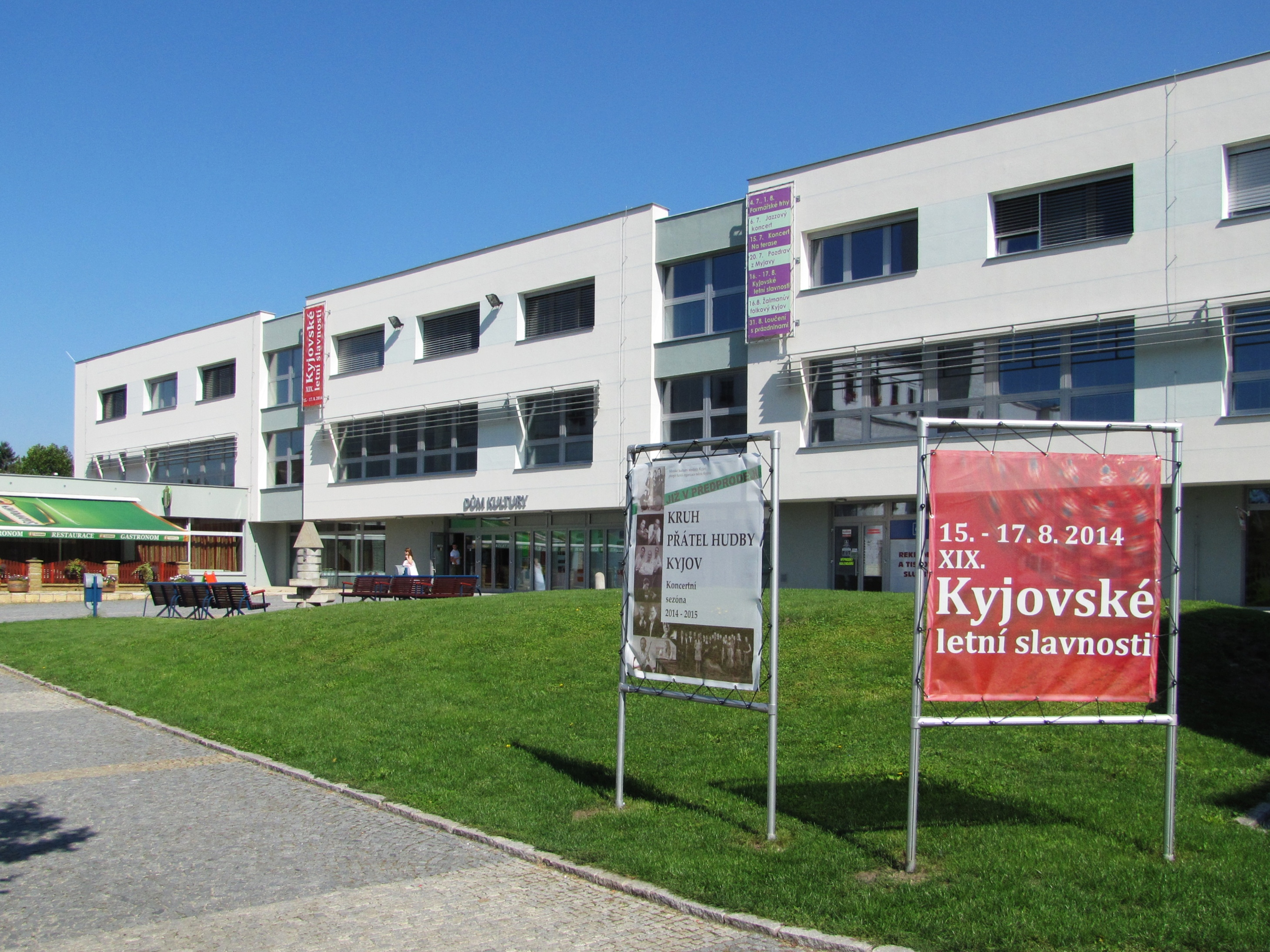
Kulturní dům v Kyjově

Kulturní dům (zkratka KD, lidově kulturák) je název kulturně osvětového zařízení, zavedený po únoru 1948. Stavby kulturních domů se staly základnou pro politickou agitaci, osvětovou činnost a v dobovém slovníku nedílnou součástí budování vyspělé socialistické společnosti. Kulturní domy se měly stát součástí kulturní vybavenosti obcí a zároveň jejich dominantou. KSČ plánovala, že osvětová činnost postupně přejde na společenské organizace sdružené v Národní frontě, na národní výbory, orgány ROH či Jednotná zemědělská družstva.
V letech 1959-1989 sloužily kulturní domy k organizování kulturních, uměleckých a společenských akcí (např. hromadné oslavy svátku MDŽ, plesy, taneční zábavy, koncerty, divadelní představení), k propagandě socialistických myšlenek (schůze politických organizací, oslavy státních svátků), kulturně zájmové činnosti (např. folklórní soubory, akce PO SSM), měly reprezentovat obce a nahradit jejich dominanty kostelů, přičemž se staly příjmovou složkou státního rozpočtu.

## Historie
Se zakládáním celé řady spolků v druhé polovině 19. století vznikla také potřeba společných potkávacích prostor a center k uspokojování kulturních potřeb, které byly v každé obci rozdílné. V únoru 1948, kdy došlo k oficiálnímu převzetí moci komunisty a kdy se započalo s budováním socialismu, došlo také na budování veřejných staveb, sloužících socialistické kultuře. Kulturní dům se měl podle komunistických plánovačů stát společenským a klubovým střediskem pro všechny obyvatele vesnice či města. Základní funkcí KD bylo naplňování  osvětové práce, která se stala „součástí budování vyspělé socialistické společnosti”.

## Definování osvětové práce a kulturního domu
Základním stavebním kamenem se stal zákon č. 52/1959 Sb. O osvětové činnosti, následně pak Usnesení vlády č. 3 z roku 1961, které rozpracovalo zásady rozvoje, úprav a výstavby kulturních zařízení klubového typu (KD). To celé dotvářela československá státní norma č. 73 5252 „Projektování kulturních domů“. Výsledkem normovaných staveb KD mělo dojít k celostátnímu sjednocení a k vytvoření podkladu pro typizaci. Zároveň stanovila kategorie KD.

### Podle umístění
- vestavěné KD
- přistavěné KD k budově jiného účelu
- samostatné KD

### Podle velikosti sálů
- kategorie I. – do 100 sedadel
- kategorie II. – od 101 do 400 sedadel
- kategorie III. – nad 401 sedadel

### Podle charakteru
- v sídlištích všeho druhu
- v rekreačních oblastech

## Československá státní norma - projektování kulturních domů

### Univerzální typ kulturního zařízení - kulturní dům
Kulturní zařízení klubového typu, přičemž zahrnuje základní organizační jednotky jako osvětovou besedu, závodní klub ROH, dům kultury ROH, kulturní a společenské středisko, družstevní klub JZD.

### Víceúčelový typ kulturních zařízení - parky kultury a oddechu
Kulturní zařízení, které svým působením a vybavením stanovuje předpoklady k rozvoj krátkodobé rekreace a ke kulturnímu oddechu obyvatel velkých měst. Soustřeďuje nejrůznější formy kulturních osvětových a uměleckých pořadů, aktivního odpočinku, společenské zábavy a vzdělání.

### Jednoúčelový typ kulturního zařízení
- divadla
- kina

## Příklady
- Nadsklepí v Kroměříži, 1868
- Národní resp. Besední dům v Třebíči, 1871
- Besední dům v Brně od architekta Theophila von Hansena, 1870-73
- Národní dům v Ostravě, 1893
- Národní dům v Praze Vinohradech od architekta Antonína Turka, 1893-94
- Německý dům v Ostravě, 1895
- Měšťanská beseda v Plzni, 1901
- Dělnický spolkový dům Peklo v Plzni, 1907
- Národní dům v Prostějově od architekta Jana Kotěry, 1907
- Obecní dům v Praze architektů A. Balšánka a O. Polívky, 1912
- Hornický dům v Sokolově od architekta Rudolfa Welse, 1924
- Dělnický kulturní dům v Nitře od architekta Oskara Singera, 1935
- Dům kultury pracujících v Ústí nad Labem, 1964[2]
- Dům kultury Akord v Ostravě z roku 1959
- Sborový dům v Neborech od Jana Kidoně, 1997-2001
- Komunitní centrum svatého Prokopa od architektů Zdeňka Jirana a Michala Kohouta, 1999-2001